# Shared Socioeconomic Pathways
Shared Socioeconomic Pathways (da: evt. Fælles socioøkonomiske udledningsscenarier) er scenarier for samfundsøkonomiske globale ændringer frem til 2100. De bruges til at fremstille scenarier for drivhusgasudledninger for forskning og for tilrettelæggelsen af forskellige klimapolitikker.
Scenarierne er:
|  | SSP1: Bæredygtighed (den grønne vej)         | – Sustainability (Taking the Green Road)         |
|  | SSP2: Middelvejen                            | – Middle of the road                             |
|  | SSP3: Regional rivalisering (en knoldet vej) | – Regional rivalry (A Rocky Road)                |
|  | SSP4: Ulighed (delte veje)                   | – Inequality (A Road Divided)                    |
|  | SSP5: Videre med fossilt brændstof           | – Fossil-Fueled Development (Taking the Highway) |

De vil blive brugt ved udarbejdejdelsen af IPCC's sjette vurderingsrapport ('IPCC Sixth Assessment Report', AR6) om global opvarmning, der forventes i 2021.
SSP'erne beskriver udviklingsforløb for forskellige socioøkonomiske udviklinger. Disse beskrivelser (narrativer, 'storylines') er kvalitative beskrivelser så der er en sammenhæng inden for den enkelte SSP.
Med hensyn til kvantitative elementer leverer de data, der ledsager scenarierne for den nationale befolkning, urbanisering og BNP (pr. indbygger).
SSP'erne kan kombineres med forskellige integrerede vurderingsmodeller (IAM) for at udforske mulige fremtidige veje både socioøkonomisk og klimamæssigt.

## SSP'erne afløser tidligere udledningsscenarier
De foreslåede nye SSP-udledningsscenarier skal afløse dem der blev brugt i IPCC's tredje vurderingsrapport ('TAR' fra 2001) og i IPCC's fjerde vurderingsrapport ('AR4', offentliggjort i 2007). De tidligere brugte scenarier er beskrevet i Special Report on Emissions Scenarios (SRES) og skulle forbedre aspekter af scenarierne fra 'IS92', som lå til grund for IPCC's anden vurderingsrapport fra 1995, 'IPCC Second Assessment Report'.
Herunder narrativer eller 'storylines' for de fem scenarier:

## SSP1: Bæredygtighed (den grønne vej)
Gradvist men gennemgribende udvikler verden sig hen mod en mere bæredygtig vej med vægt på en mere inkluderende udvikling ('inclusive development'), der respekterer hvad der opfattes som miljømæssige grænser.
Forvaltningen af globale fælles goder ('global commons') forbedres langsomt, uddannelses- og sundhedsinvesteringer fremskynder den demografiske overgang ('transition'), og vægten skifter fra økonomisk vækst til mere fokus på menneskelig velvære.
Drevet af en stigende forpligtelse til at nå udviklingsmål reduceres uligheden både på tværs af og inden for lande.
Forbruget er rettet mod lav materiel vækst og lavere ressource- og energiintensitet.
SSP1	Sustainability – Taking the Green Road (Low challenges to mitigation and adaptation)
The world shifts gradually, but pervasively, toward a more sustainable path, emphasizing more inclusive development that respects perceived environmental boundaries.
Management of the global commons slowly improves, educational and health investments accelerate the demographic transition, and the emphasis on economic growth shifts toward a broader emphasis on human well-being.
Driven by an increasing commitment to achieving development goals, inequality is reduced both across and within countries.
Consumption is oriented toward low material growth and lower resource and energy intensity.

## SSP2: Middelvejen
Verden følger en vej hvor sociale, økonomiske og teknologiske trends ikke forandrer sig nævneværdigt i forhold til historiske mønstre.
Udvikling og indkomstvækst forløber ujævnt, hvor nogle lande gør relativt gode fremskridt, mens andre ikke lever op til forventningerne.
Globale og nationale institutioner arbejder mod at nå opsatte mål for bæredygtig udvikling, men gør kun langsomt fremskridt.
Miljøsystemer oplever nedbrydning, selv om der er nogle forbedringer, og samlet set falder intensiteten af ressource- og energiforbruget.
Den globale befolkningstilvækst er moderat og flader ud i anden halvdel af århundredet.
Indkomstuligheder vedvarer eller forbedres kun langsomt, og der er stadig udfordringer med at mindske sårbarheden over for samfundsmæssige og miljømæssige ændringer.

SSP2	Middle of the Road (Medium challenges to mitigation and adaptation)
The world follows a path in which social, economic, and technological trends do not shift markedly from historical patterns.
Development and income growth proceeds unevenly, with some countries making relatively good progress while others fall short of expectations.
Global and national institutions work toward but make slow progress in achieving sustainable development goals.
Environmental systems experience degradation, although there are some improvements and overall the intensity of resource and energy use declines.
Global population growth is moderate and levels off in the second half of the century.
Income inequality persists or improves only slowly and challenges to reducing vulnerability to societal and environmental changes remain.

## SSP3: Regional rivalisering (en knoldet vej)
En genopstået nationalisme, bekymringer om konkurrenceevne og sikkerhed og regionale konflikter presser landene til i stigende grad at fokusere på indenlandske eller højst regionale spørgsmål.
Politikker skifter over tid for at blive mere og mere orienteret mod nationale og regionale sikkerhedspørgsmål.
Lande fokuserer på at nå mål for energi- og fødevaresikkerhed i deres egne regioner på bekostning af en bredere baseret udvikling.
Investeringerne i uddannelse og teknologisk udvikling er faldende.
Den økonomiske udvikling er langsom, forbruget er materialeintensivt, og ulighederne vedvarer eller forværres med tiden.
Befolkningsvæksten er lav i industrialiserede lande og høj i udviklingslandene.
En lav international prioritering for at tage miljøhensyn fører til stærk miljøforringelse i nogle regioner.

SSP3	Regional Rivalry – A Rocky Road (High challenges to mitigation and adaptation)
A resurgent nationalism, concerns about competitiveness and security, and regional conflicts push countries to increasingly focus on domestic or, at most, regional issues.
Policies shift over time to become increasingly oriented toward national and regional security issues.
Countries focus on achieving energy and food security goals within their own regions at the expense of broader-based development. Investments in education and technological development decline.
Economic development is slow, consumption is material-intensive, and inequalities persist or worsen over time.
Population growth is low in industrialized and high in developing countries.
A low international priority for addressing environmental concerns leads to strong environmental degradation in some regions.

## SSP4: Ulighed (delte veje)
Meget ulige investeringer i menneskelig kapital kombineret med stigende forskelle i økonomisk mulighed og politisk magt fører til stigende uligheder og stratificering både på tværs af og inden for lande.
Over tid udvides kløften mellem et internationalt forbundet samfund, der bidrager til viden- og kapitalintensive sektorer i den globale økonomi, og en fragmenteret samling af samfund med lav indkomst og dårlige uddannelsesmuligheder: samfund, der virker i en arbejdskrævende lavteknologisk økonomi.
Social samhørighed forringes og konflikter og uro bliver stadig mere almindelige.
Teknologiudviklingen er høj inden for den højteknologiske økonomi og dens sektorer.
Den globalt forbundne energisektor diversificerer med investeringer i både kulstofintensive brændstoffer som kul og ukonventionel olie, men også energikilder med lavt kulstofindhold.
Miljøpolitikker fokuserer på lokale spørgsmål omkring mellem- og højindkomstområder.

SSP4	Inequality – A Road Divided (Low challenges to mitigation, high challenges to adaptation)
Highly unequal investments in human capital, combined with increasing disparities in economic opportunity and political power, lead to increasing inequalities and stratification both across and within countries.
Over time, a gap widens between an internationally-connected society that contributes to knowledge- and capital-intensive sectors of the global economy, and a fragmented collection of lower-income, poorly educated societies that work in a labor intensive, low-tech economy.
Social cohesion degrades and conflict and unrest become increasingly common.
Technology development is high in the high-tech economy and sectors.
The globally connected energy sector diversifies, with investments in both carbon-intensive fuels like coal and unconventional oil, but also low-carbon energy sources.
Environmental policies focus on local issues around middle and high income areas.

## SSP5: Videre med fossilt brændstof (motorvejen)
Denne verden har stigende tillid til konkurrencedygtige markeder, innovation og deltagende samfund ('participatory societies') for at producere hurtig teknologisk fremgang og udvikling af menneskelig kapital som vejen til bæredygtig udvikling.
De globale markeder integreres i stigende grad.
Der er også omfattende investeringer i sundhed, uddannelse og institutioner for at styrke menneskelig og social kapital.
Samtidig kobles drivkraften for økonomisk og social udvikling sammen med udnyttelsen af rigelige fossile brændstofressourcer og tilslutningen til ressource- og energikrævende livsstile rundt om i verden.
Alle disse faktorer fører til hurtig vækst i den globale økonomi, mens den globale befolkning topper og falder i det 21. århundrede.
Lokale miljøproblemer som luftforurening håndteres med succes.
Der er tro på evnen til effektivt at styre sociale og økologiske systemer, herunder om nødvendigt ved geoteknik.

SSP5	Fossil-fueled Development – Taking the Highway (High challenges to mitigation, low challenges to adaptation)
This world places increasing faith in competitive markets, innovation and participatory societies to produce rapid technological progress and development of human capital as the path to sustainable development.
Global markets are increasingly integrated.
There are also strong investments in health, education, and institutions to enhance human and social capital.
At the same time, the push for economic and social development is coupled with the exploitation of abundant fossil fuel resources and the adoption of resource and energy intensive lifestyles around the world.
All these factors lead to rapid growth of the global economy, while global population peaks and declines in the 21st century.
Local environmental problems like air pollution are successfully managed.
There is faith in the ability to effectively manage social and ecological systems, including by geo-engineering if necessary.

## Udvalgte akronymer til emnet
Om sammenhængen mellem de første tre akronymer omtalt herunder (RCP – SSP – SPA):
"For bedre at kunne forudse de potentielle virkninger af klimaforandringer kræves forskellige oplysninger om fremtiden, herunder klima, samfund og økonomi, tilpasning og afhjælpning. For at imødekomme dette behov er der udviklet en global ramme med scenarier, hvori der indgår RCP (Representative Concentration Pathways), SSP (Shared Socioeconomic Pathways) og SPA (Shared Policy Assumption) (kort: RCP – SSP – SPA), til brug for FN klimapanels femte vurderingsrapport ('Fifth Assessment Report', IPCC-AR5). ..."
| RCP | Representative Concentration Pathway (en)                   | Repræsentative udledningsscenarier er scenarier for udvalgte koncentrationer (ikke udledninger) af drivhusgasser frem mod år 2100. Fire RCP'er blev valgt og defineret ved deres samlede strålingspåvirkning ('total radiative forcing' : kumulativ måling af menneskelige emissioner af drivhusgasser fra alle kilder udtrykt i watt pr. kvadratmeter – 2,6 ; 4,5 ; 6,0 og 8,5 W/m2), deres udviklingsbane hen gennem århundredet, og det niveau der nås ved år 2100. RCP'erne blev valgt til at repræsentere en bred vifte af klimaudfald, baseret på gennemgang af litteratur. De er hverken prognoser eller politiske anbefalinger. |
| SSP | Shared Socioeconomic Pathways (en)                          | Scenarier for samfundsøkonomiske globale ændringer frem til 2100. De bruges til at udlede scenarier for drivhusgasudledninger ved forskellige klimapolitikker. |
| SPA | Shared Policy Assumption / Shared climate policy assumption | De politiske antagelser man kan blive enige om som svar på forventede klimaændringer. Lokale svar kan være i strid med de globale tendenser. SPA'er indeholder beskrivelser af ændringer i befolkning, menneskelig udvikling, økonomi, livsstil, politik, teknologi og miljø. |
| IAM | Integrated assessment modelling (en)                        | Integreret vurderingsmodellering / Integrerede vurderingsmodeller skal hjælpe med at forstå, hvordan menneskelig udvikling og samfundsvalg påvirker hinanden og den naturlige verden, herunder klimaforandringer. De er 'integrerede', fordi de kombinerer forskellige vidensområder for at modellere det menneskelige samfund sammen med dele af jordsystemet. |
| IAV | Impacts, adaptation, and vulnerability (en)                 | Klimatilpasning vedrører samfundets tilpasning til de klimaændringer der forventes over de kommende årtier. |